# Cyclopogon apricus
Cyclopogon apricus är en orkidéart som först beskrevs av John Lindley, och fick sitt nu gällande namn av Rudolf Schlechter. Cyclopogon apricus ingår i släktet Cyclopogon, och familjen orkidéer. Inga underarter finns listade i Catalogue of Life.

## Bildgalleri

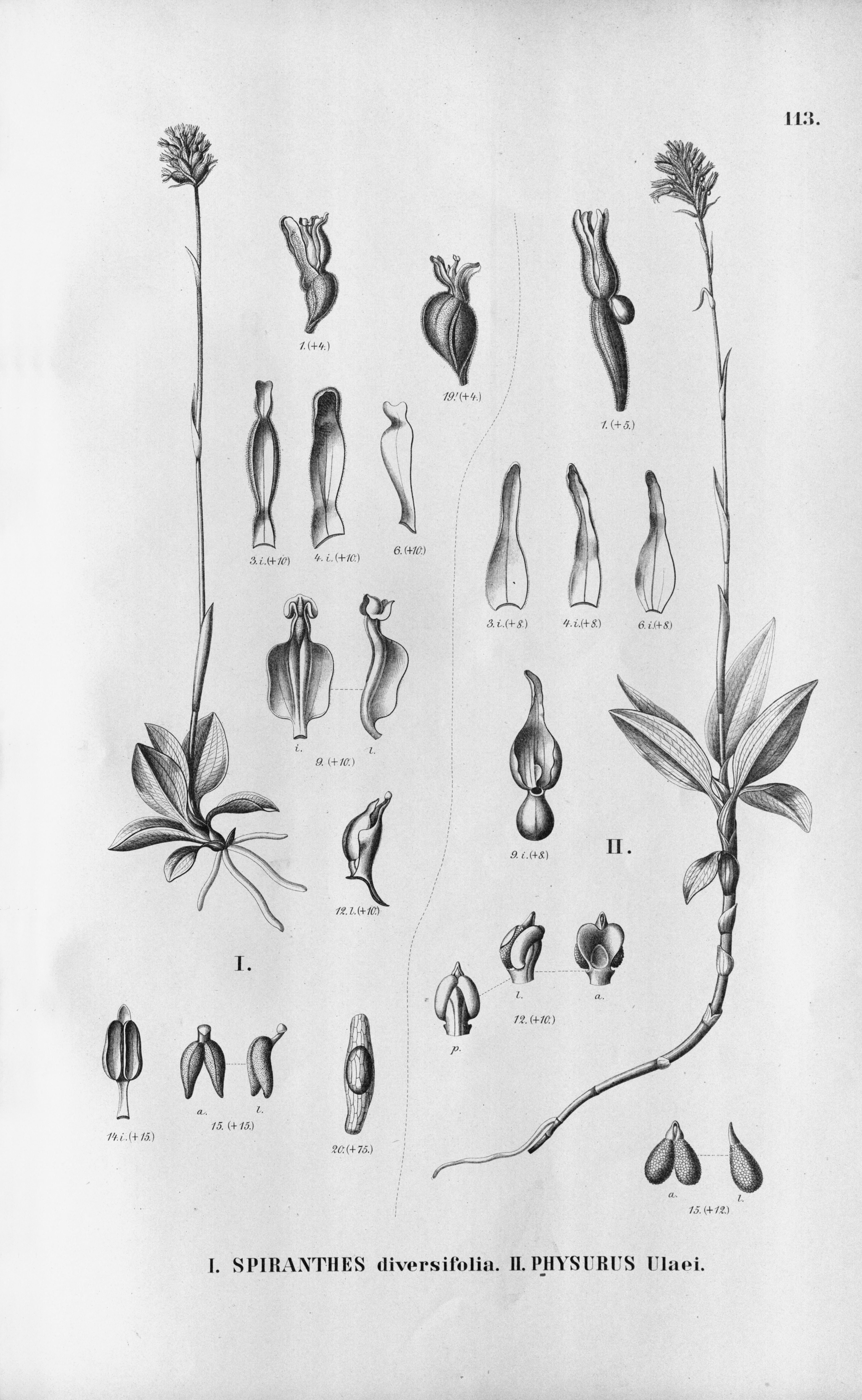